# Монастырская Пашня
Монастырская Пашня — сельский населённый пункт в  Красноборском районе Архангельской области.

## География
Деревня находится на юге Красноборского района Архангельской области, близ границы Красноборского с Котласским районом. Монастырская Пашня располагается на берегу реки Северная Двина. Расстояние по автодороге до Архангельска примерно равно 555 км.;  расстояние до Котласа — 45 км.; расстояние до Красноборска — 15 км. Практически срослись с Монастырской Пашней деревни: Школьный Посёлок, Заполье, Новая Роспашь 2-я, Телеговский починок.

## Административное положение
Является деревней, входит в состав Телеговского сельского поселения с центром в д. Ершевской.

## Демография
Численность населения деревни, по данным Всероссийской переписи населения 2010 года, составляла 213 человек. Население деревни (без сросшихся с ней деревень) по данным на 2009 г. составляло 287 человек (75 пенсионеров, 60 детей). Население деревни со сросшимися с ней деревнями составляет 369 человек.
Клуб закрыт,но библиотека находится в здании клуба,почта работает три раза в неделю ( вторник, четверг, суббота).

## Этимология
Название деревни связано с располагавшимся рядом с ней монастырём. В советские времена деревня также называлась Телегово. Название Телегово сохранилось на указателях и по сей день и закрепилось в названии сельского поселения.

## Экономика
По данным на 2010 г. в деревне действовало 3 магазина.

## Транспорт
Автобусное сообщение с Архангельском, Котласом и Красноборском.
Автобусы:
- Котлас - Красноборск - Котлас (остановка в Монастырской Пашне (Телегово))
- Архангельск - Котлас - Архангельск (остановка в Монастырской Пашне (Телегово))
- Красноборск - Телегово - Красноборск

### Карты
- Монастырская Пашня